# 香港中文大学（深圳）音乐学院
香港中文大學（深圳）音樂學院（英語：School of Music, The Chinese University of Hong Kong, Shenzhen），即深圳音乐学院（筹）（英語：Shenzhen Conservatory of Music (Provisional)），是一所位于中華人民共和國广东省深圳市龙岗区的高等音乐艺术院校，由香港中文大学（深圳）創建，為深圳“新時代十大文化设施”之一。定位為「国际化、创新型、世界一流」的音乐艺术高等院校，填补深圳在音乐艺术领域的高等教育空白，于2021年招收首届本科生。

## 历史沿革
2018年，中共深圳市委和深圳市人民政府开始筹建深圳音乐学院；12月，深圳音乐学院被列入深圳“新十大文化设施”。
2019年，3月，深圳市人民政府明确由香港中文大学（深圳）筹建深圳音乐学院；9月，深圳音乐学院明确选址在龙岗区国际大学园。
2020年，5月，深圳市规划和自然资源局公示深圳音乐学院选址方案，开启建设项目范围内房屋征拆工作；8月，香港中文大学（深圳）成立音乐学院。
2021年，4月，中国现代音乐作曲家、中国音乐家协会主席叶小钢教授出任香港中文大学（深圳）音乐学院首任院长；8月，香港中文大学（深圳）音乐学院（深圳音乐学院（筹））正式揭牌成立；9月，举行首届本科生开学典礼。
2022年，6月，香港中文大学（深圳）音乐学院首次招收硕士研究生。
2024年，6月，经教育部国际合作与交流司批复同意，音乐学院新增作曲与作曲技术理论音乐博士专业、音乐表演音乐博士专业。

## 学术
深圳音乐学院将构建本、硕、博音乐艺术人才培养体系，学术质量和标准与港中大一致，已引进陈永华、徐惟聆、张立萍、石倚洁、朱慧玲、沈洋、袁芳、金平、胡咏言等著名音乐家任教。
深圳音乐学院依托香港中文大学（深圳）音乐学院开设音乐表演、音乐学、作曲与作曲技术理论本科专业以及音乐表演、作曲与作曲技术理论硕士研究生专业。未来将陆续开设舞蹈表演、中国民族器乐表演本科专业；研究生专业将在上述本科专业基础上增设艺术管理、舞蹈表演、中国民族器乐表演等专业方向。
目前，深圳音乐学院作为香港中文大学（深圳）的二级学院管理，下设作曲理论学部、指挥学部、钢琴与键盘学部、管弦乐学部、歌剧与声乐学部、音乐学学部等六大学部，已于2021年招收首届8名本科生，毕业后将颁发颁发香港中文大学学位，待条件成熟后，向教育部申请注册成为独立高等院校。计划到2030年，深圳音乐学院全日制学生达到1000人。

## 校园规划

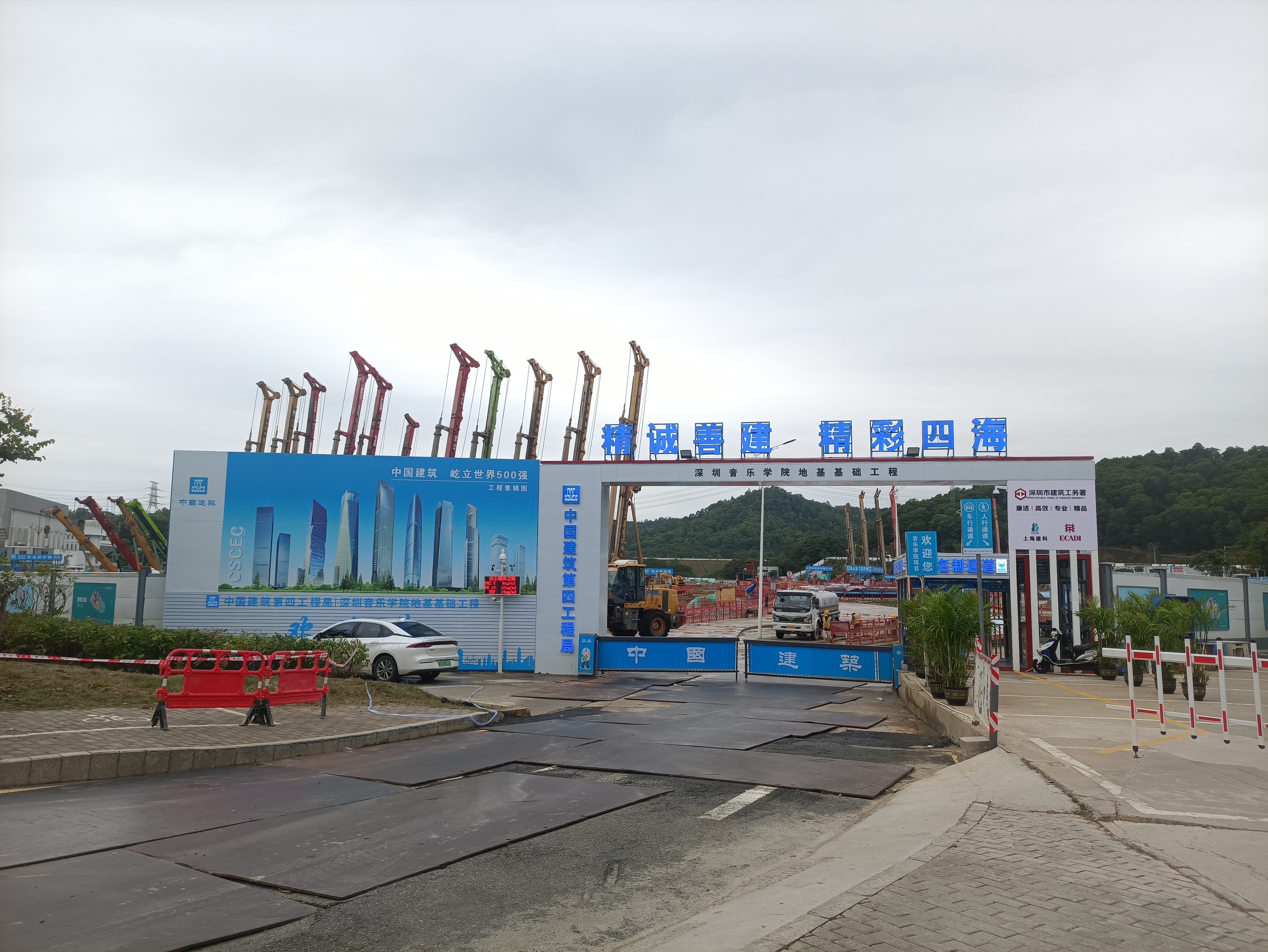
正在建设中的深圳音乐学院永久校区

香港中文大学（深圳）音乐学院选址位於深圳市龙岗区国际大学园区内，紧邻香港中文大学（深圳）校区。项目总用地面积约7.38万平方米，总建筑面积约12.97万平方米，总投资约15.98亿元。校区目前正在建设中，预计2024年12月底完工，2025年全面正式投入使用。
永久校舍落成前，深圳音乐学院将在深圳市体育运动学校（原深圳北理莫斯科大学过渡校区）开展教学活动。
深圳音乐学院的主要教学生活场地有教学综合楼、排演/练习大楼、图书馆、体育综合楼、食堂、行政办公楼、教师宿舍、书院宿舍；演出场地包含剧院（700座）、音乐厅（500座）、观摩排练厅（200座）及音乐科技中心。
深圳音乐学院确定选址后，深圳市建筑工务署随即举办方案设计国际竞赛，最终由“Miralles Tagliabue EMBT,S.L.P.+上海霍普建筑设计事务所股份有限公司”联合体赢得竞赛一等奖。

## 国际合作
- 皇家北方音乐学院[來源請求]

## 附属
- 深圳音乐学院附属中学，筹建中[來源請求]

## 轶事
- 2022年两会期间，全国政协委员、香港中文大学（深圳）音乐学院院长叶小钢教授就推动粤港澳大湾区文化艺术发展提交提案，建议尽快批准香港中文大学（深圳）音乐学院校考资格。在中国内地，除部分独立设置的本科艺术院校外，一般不允许高校组织艺术生校考，只能通过高考方式录取。叶小钢教授认为，这种“一刀切”的方式招不到好学生，存在资源浪费的情况，并以音乐学院首届本科生为例，首届学生高考文化课分数虽然较高，但在专业能力及艺术素养方面存在巨大欠缺，音乐学院授课计划被迫调整，只能从最基础的拉空弦、音阶开始教起[20][21]。